# Irsk oprørsmusik
Irsk oprørsmusik er folkemusik, der primært omhandler forskellige oprør mod England og senere Storbritannien. Sange om tidligere tiders oprør er et populært emne blandt musikere, der støtter irsk nationalisme og republikanisme. I 1900- og 2000-tallet har irske oprørssange særligt fokuseret the Troubles i Nordirland og den irske uafhængighedskrig.

## Kendte sange
- Alternative Ulster, 1978
- Amhrán na bhFiann, (a.k.a. The Soldier's Song) – Nationalsang 1910
- Belfast Brigade
- Back Home in Derry, af Bobby Sands; til melodien af "The Wreck of the Edmund Fitzgerald"
- The Bold Fenian Men a.k.a. Down by the Glenside
- The Broad Black Brimmer
- Come All You Warriors
- Come Out, Ye Black and Tans
- Connaught Rangers (a.k.a. The Drums Were Beating), om regimentet
- Erin Go Bragh
- Follow me up to Carlow
- Four Green Fields af Tommy Makem
- Give Ireland Back To The Irish
- God Save Ireland
- Go on home, British soldiers
- The Helicopter Song
- Irish Citizen Army; om organisationen af samme navn
- Irish Volunteers; om organisationen af samme navn
- Johnston's Motor Car
- Join the British Army
- My Little Armalite
- The Men Behind the Wire
- The Minstrel Boy
- Oró Sé do Bheatha 'Bhaile
- The Peeler and the Goat
- Roll of Honour
- Soldiers of '22
- Sunday Bloody Sunday (af John Lennon og Yoko Ono — U2 sang med samme navn er "ikke en oprørssang")
- Tiocfaidh ár lá (a.k.a. SAM sang)
- You'll Never Beat the Irish
- Ambush At Drumnakilly
- A Nation Once Again
- Arthur McBride
- Banna Strand (a.k.a. Lonely Banna Strand)
- Boolavogue
- The Boy from Tamlaghtduff
- The Boys of the Old Brigade
- The Boys of Wexford
- The Croppy Boy
- Dunlavin Green
- Dying Rebel
- Éamonn an Chnoic (a.k.a. Ned of the Hill)
- The Fields of Athenry
- The Foggy Dew (irske sange)
- Four Green Fields
- Gerard Casey; om the man.[1]
- Ireland Unfree; navngivet efter the oration
- James Connolly; om manden af samme navn
- Joe McDonnell; om manden af samme navn
- Kevin Barry
- Martin Hurson; about the man
- Men of the West;
- Only Our Rivers Run Free; af Mickey MacConnell
- Pat of Mullingar
- The Patriot Game
- The People's Own MP
- The Rising of the Moon
- Sean South
- Skibbereen
- Streets of Sorrow/Birmingham Six
- Take It Down from the Mast
- Tom Williams; om manden af samme navn.
- Tone's Grave (a.k.a. Bodenstown Churchyard)
- There Were Roses, af Tommy Sands
- The Valley of Knockanure
- The Wearing of the Green
- The Wind that Shakes the Barley
- Women of Ireland (a.k.a. Mná na h-Éireann)

## Kendte bands og kunstnere
- Athenrye
- Barleycorn (band)
- Battering Ram
- Black 47
- The Bog Savages
- Charlie and the Bhoys
- The Clancy Brothers and Tommy Makem[2]
- Christy Moore[3]
- Dave Kincaid
- Dermot O'Brien
- The Dubliners
- Éire Óg
- The Foggy Dew (band)
- Gary Og
- Go Lucky Four
- Irish Brigade (band)
- Mise Éire
- Padraig Mór
- Pangur Bán
- The Ravens (irsk band)
- Rebel Hearts
- Saoirse (band)
- Seanchai
- Slievenamon (band)
- Shebeen
- Spirit of Freedom
- The Unity Squad
- Tuan
- The Wolfe Tones
- Wolfhound (band)